# Горбачёв, Евгений Георгиевич
 Евгений Георгиевич Горбачёв  — советский волейбольный тренер. Работал тренером женской сборной СССР (1962). Главный тренер «Буревестника» (Одесса) (1951—1963).

## Биография
Евгений Георгиевич Горбачёв родился 11 апреля 1930 года в Одессе. В 1941 году вместе с родителями был эвакуирован в Челябинск, где в течение года 13-летним мальчишкой трудился разнорабочим литейного цеха на оборонном заводе № 701 ММВ, одновременно учился в средней школе.
В 1946 году семья вернулась в Одессу, и в том же году он попал в волейбольную группу Александра Дюжева. Играл в команде «Медик» («Наука») — в 1949—1951 гг. После тяжёлой травмы позвоночника в 1951 году оставил активные занятия спортом и перешёл на тренерскую работу.
В том же году, будучи студентом факультета физического воспитания Одесского государственного педагогического института им. К. Д. Ушинского, из выпускниц детской спортивной школы и студенток вузов города создал женскую волейбольную команду Одессы «Искра», которая с 1953 года стала выступать в первенстве УССР, с 1954 года (под названием «Буревестник» — в первенстве СССР (класс «Б»), с 1958 года — в высшей лиге (класс «А») чемпионата СССР.
В 1953 году с отличием окончил Одесский педагогический институт. В 1957—1958 годах преподавал в Одесском политехническом институте. С 1958 года по 1997 год работал в Одесском государственном педагогическом институте имени К. Д. Ушинского (затем — Южноукраинскорм государственном педагогическом университете). В 1963—1967 годах и в 1975—1997 годах заведовал кафедрой спорта, в 1975—1981 годах руководил факультетом физического воспитания, а затем кафедрой методики и теории физического воспитания. В 1967—1975 годах был председателем комитета по физической культуре и спорту Одесского областного совета депутатов трудящихся. В 1993 году присвоено ученое звание профессор.
Под его руководством «Буревестник» становился чемпионом СССР 1961 года, бронзовым призёром 1962 года, обладателем Кубка европейских чемпионов 1962 года.
В качестве тренера женской сборной команды СССР в 1962 году стал серебряным призёром чемпионата мира.
С 1965 года работал в СДЮСШОР-2 Одессы. Подготовил для «Медина» мастеров спорта международного класса Наталью Борисову и Елену Кислякову, мастеров спорта Наталью Горбачёву и Ольгу Дородных. В 1976 году команда девушек старшей возрастной группы под руководством Евгения Горбачёва стала победителем первенства СССР.
Умер 8 декабря 1997 года. Похоронен на Таировском кладбище Одессы.

#### Научная деятельность
Кандидат педагогических наук, профессор, автор более 150 научных и методических работ по теории и методике физического воспитания, основам спортивной тренировки.

## Награды
- Орден «Знак Почета».
- Медали «За доблестный труд в Великой Отечественной войне 1941—1945 гг.», «Тридцать лет Победы в Великой Отечественной войне», «Сорок лет Победы в Великой Отечественной войне».
- Знак «Отличник образования Украины»,
- Звания: «Заслуженный тренер СССР», «Заслуженный тренер УССР».